# Ecopista do Vale do Vouga

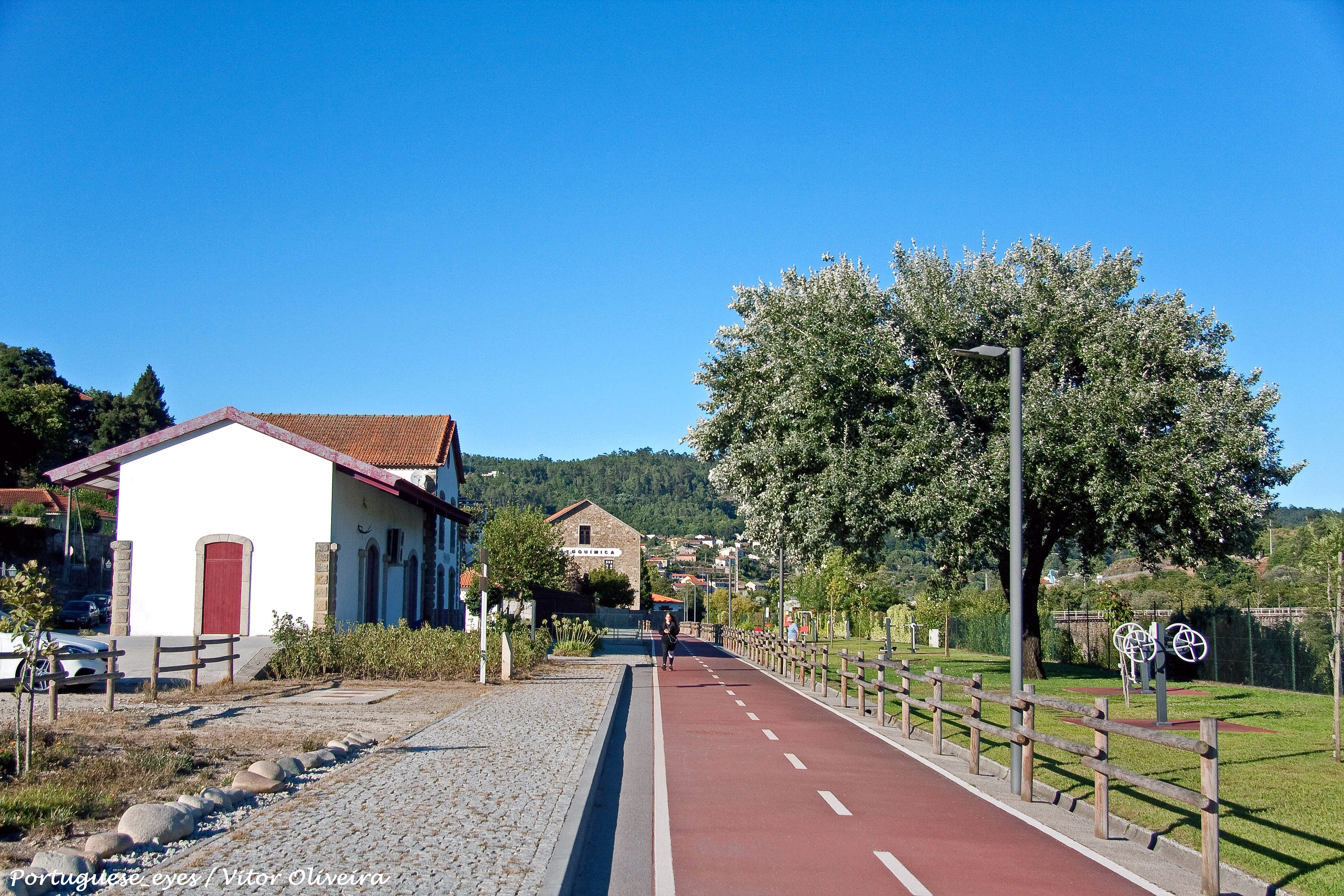
Ecopista do Vale do Vouga na passagem pela Estação Ferroviária de São Pedro do Sul

A Ecopista do Vale do Vouga é uma ecopista entre Sernada do Vouga e Viseu, em Portugal. O percurso segue o traçado de um troço desativado da Linha do Vouga ao longo da margem do rio Vouga. A ecopista tem uma extensão de 65 quilómetros e ligação à Ecopista do Dão. O último tramo foi inaugurado em 6 de outubro de 2023.